# Гаррі Поттер і Орден фенікса (відеогра)
Гра «Гаррі Поттер і Орден Фенікса» була розроблена внутрішньою студією Electronic Arts — EA's UK Studio, яка розробляла і попередні ігри серії. Видала гру сама Electronic Arts.
Гра призначена для консолей Nintendo Wii ™, PlayStation 3, Xbox 360™, PlayStation 2, PSP, Nintendo DS™, Game Boy Advance, а також персональних комп'ютерів.
Сюжет гри заснований на книзі Дж. К. Ролінґ «Гаррі Поттер і Орден Фенікса», а також однойменному фільмові.

## Сюжет гри
Гра починається з розмови Дадлі і його друзів з Гаррі Поттером, повністю повторює діалог з фільму.
Першою можливістю керувати персонажем є битва Гаррі з дементорами в тунелі.
Далі Гаррі потрапляє на Площу Гримо, 12. Тут він допомагає в прибиранні дому, речей Рона, а Сіріус Блек вчить його таких заклять, як Депульсо, Вінгардіум Левіоса, Репаро, Акціо.
Після всіх зборів Гаррі їде в Міністерство магії на слухання справи (ролик). Звідти ми відразу потрапляємо в Гоґвортс. Тут відбувається основна дія гри. Для початку Гаррі необхідно зібрати групу ДА, для цього він має виконати масу доручень членів загону (знайти: фотоапарат, книги і медичний настій, секретний хід на сьомий поверх, всі статуї балакучих гаргуйлів, інгредієнти для домашнього завдання Снейпа. Також потрібно допомогти братам Візлі заховати хлопавки, зловити сову для Чо, викрасти зілля з кабінету Амбридж, нагодувати тестралів, поставити на місце всі кубки в залі нагород і полагодити вітрини, врятувати одну з учениць від слизеринців). По мірі приходу в Кімнату на вимогу знайдених членів ДА, Гаррі за допомогою Герміони викладає захист від темних мистецтв.
Так само нові закляття Гаррі дізнається від братів Візлі, на одному з майданчиків біля замку, після кількох спроб там же відбувається бій зі слизеринцями.
Після ролика зі сном Гаррі про батька Рона ми отримуємо можливість проходити уроки блокології (їх у грі три), а поки їдемо на Різдво до Сіріуса.
У будинку хрещеного Гаррі знову прибирає, допомагаючи Джіні, знаходить зниклі речі, і дізнається про сім'ю Сіріуса.
Після повернення від Сіріуса в Кімнаті на вимогу Гаррі показує членам ДА закляття Патронус, і в цей момент Амбридж підриває стіну. У ролику ми бачимо, як зникає Дамблдор, а сюжет приводить нас до хатини Геґріда, яку підпалюють Драко Мелфой з компанією слизеринців. Тут надається можливість проявити магічні навички для битви. Після битви Гаррі необхідно знову допомагати друзям, тепер вже в їхньому бажанні нашкодити директорці. Тут Гаррі повинен: знищити гучномовці, за допомогою фокусів Візлі створити на майданчиках перед замком болота, пробратися в соварню і переправити туди фокуси Візлі, зламати годинник. Так само після розгрому Кімнати на вимогу надається можливість пограти за братів Візлі, які повинні, літаючи на мітлах Гоґвортсом, підривати хлопавки.
Після вибуху найбільшої хлопавки, згідно з сюжетом фільму, Гаррі бачить, як Волдеморт катує Сіріуса, і разом з друзями поспішає в Міністерство магії. Тут надається можливість керувати Сіріусом Блеком під час сутички з Белатрисою Лестранж і Люціусом Мелфоєм (незалежно від ходу бою Сіріус гине). Після смерті хресного Гаррі біжить за Белатрисою й зустрічає Волдеморта, але тут з'являється Дамблдор, в ролі якого і належить грати (незалежно від ходу бою Волдеморт вселяється в Гаррі). Після перемоги над Волдемортом сюжет гри знову приводить в Гоґвортс. Тепер потрібно знайти всі речі Луни Лавґуд.

## Додаткові завдання
Для того, щоб пройти гру цілком, крім основних завдань, треба виконати й додаткові. До додаткових завдань належать:
- Прибирання в замку (витирання пилу, розвішування картин по місцях, запалювання вогню, збирання листів і т. д.),
- Виграш в усі мініігри (чарівні шахи, плюй-камінці й вибухові карти),
- Виконання всіх завдань вчителів (пересадка мандрагори, іспит у професора Флитвіка, приготування зілля у Снейпа) на 5 балів і написання для них контрольних робіт.
- Знайти всі паролі до портретів.
- Знайти всі речі Луни Лавґуд.
- Знайти всі заховані коробки Фреда і Джорджа
- Знайти всі примари
- Знайти всі символи Гоґвортсу
- Знайти символи великих чарівників
- Знайти усіх персонажів
- Використовувати всі захисні закляття в одному поєдинку
- Знайти всі летючі створіння
- Знайти сліди рідкісних істот

та інші.

## Локації
- Дитячий майданчик на шосе Магнолій — неактивна локація. Ролик з розмовою Гаррі Поттера з Дадлі і його друзями.
- Тунель — битва з дементорами.
- Дім Сіріуса — прибирання будинку, допомога у зборі речей Рона. Навчання Гаррі закляттям: Депульсо, Акціо, Вінгардіум Левіоса, Репаро.
- Гоґвортс — основна локація гри, ділиться на замок Гоґвортс (коридори та поверхи замку, двори, годинникова башта, бібліотека, теплиці, головна зала, зала нагород, Кімната на вимогу, лікарняне крило, кабінети Снейпа, Флитвіка, Долорес Амбридж, Мінерви Макґонеґел), та території, прилеглі до нього: будинок Геґріда, галявина з тестралами, човновий сарай, соварня.
- Будівля міністерства — зала пророцтв (втеча Гаррі з друзями від смертежерів до зали смерті), зала смерті (битва Сіріуса з Белатрисою Лестранж та Люціусом Мелфоєм), головниа зала з фонтаном (битва Дамблдора з Волдемортом).

## Закляття

### Основні
(клавіші наведені за замовчуванням)
- Депульсо — відштовхувальні чари в грі Гаррі Поттер і Орден Фенікса. Щоб відштовхнути предмет, необхідно прицілитися, натиснувши ліву кнопку миші, перемістити її вертикально вгору і відпустити (Кл. ↑ або W 3 рази) Вперше застосовується Сіріусом Блеком, який вчить Гаррі і Джіні ваблячим та відштовхувальним чарам.
- Акціо — ваблячі чари. Прицільтеся і двічі махніть паличкою вертикально вниз (Кл. ↓ абоS3 рази).
- Вінгардіум Левіоса — предмет злітає, і ви можете переміщати його повітрям. Прицільтеся і помахати паличкою горизонтально вправо-вліво (комб. кл. ↑ — ↔ або WA-D).
- Репаро — лагодження предметів. Прицільтеся і крутаніть паличкою за годинниковою стрілкою (комб. ↑ — → або W-D 3 рази).
- Редукто — розбивання предмета на частини. Прицільтеся і крутаніть паличкою проти годинникової стрілки (комб. ↑ — ← або W-A 3 рази).
- Інсендіо — підпалювання предмета. Прицільтеся і швидко переміщуйте паличку вгору-вниз (комб. ↕ або W-S 3 рази).

### Захисні
- Стьюпефай — приголомшує ворога (рух паличкою як у Репаро).
- Ріктусемпра — заклинання лоскоту (аналогічно до Інсендіо).
- Експелліармус — обеззброює ворога (аналогічно до Акціо).
- Протего — відштовхує закляття ворога в нього самого.
- Левікорпус — підіймає ворога в повітря (аналогічно до Вінгардіум Левіоса).
- Петріфікус Тоталус — знерухомлює ворога (аналогічно до Редукто).